# Gandria

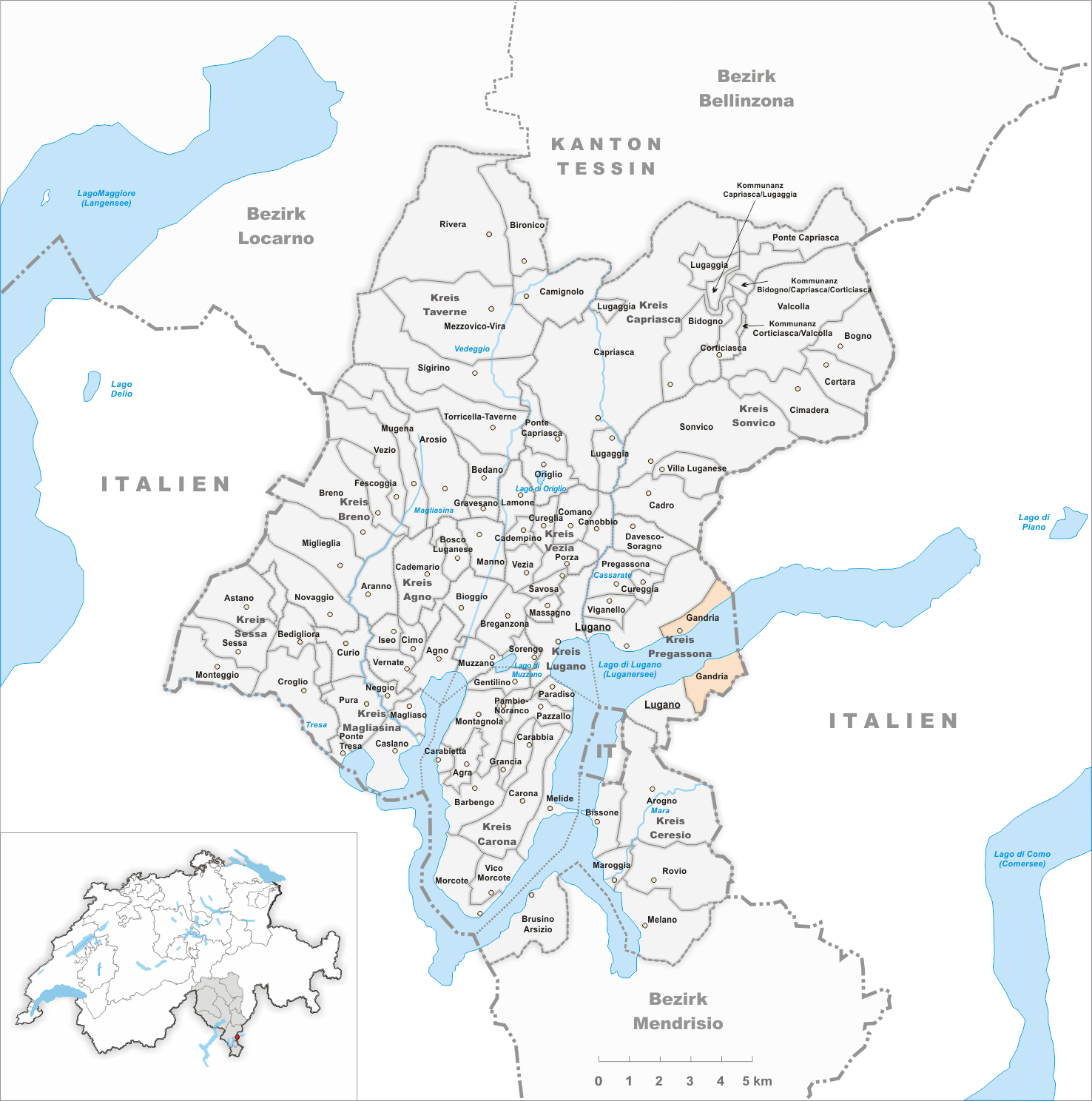
Gemeindestand vor der Fusion am 4. April 2004

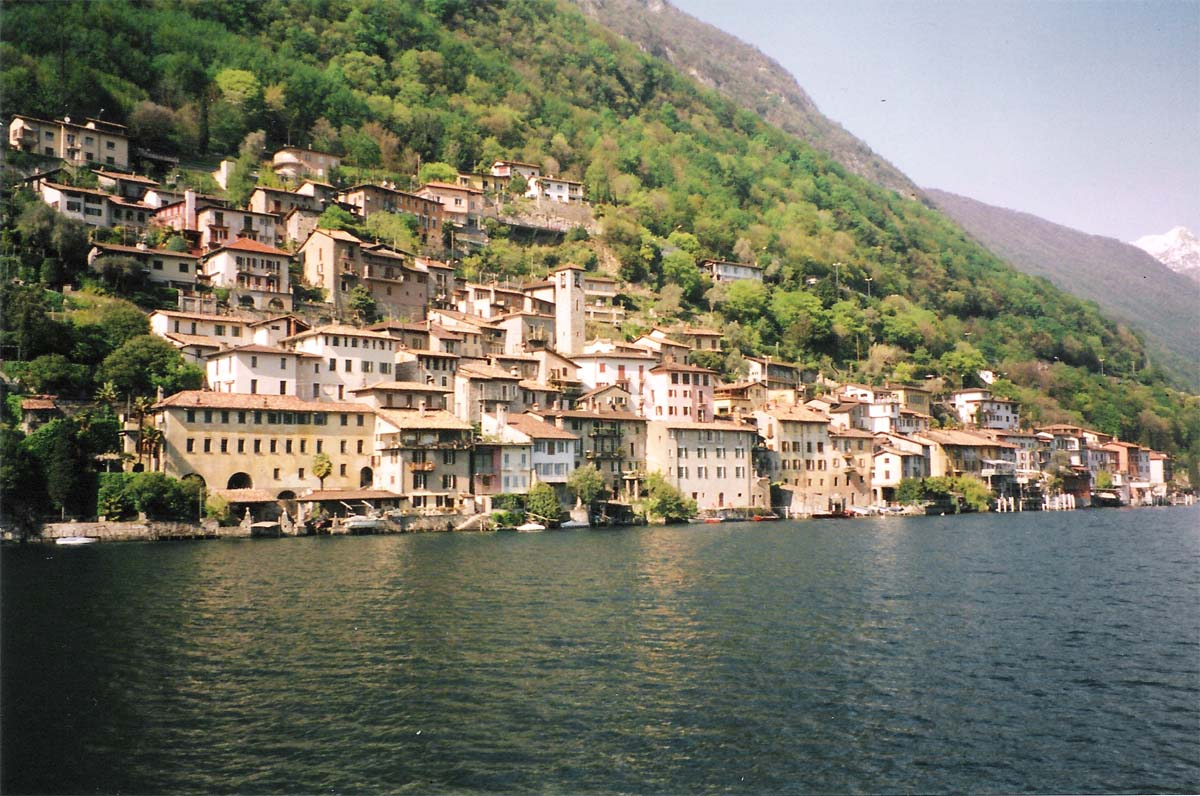
Blick auf Gandria vom Luganersee

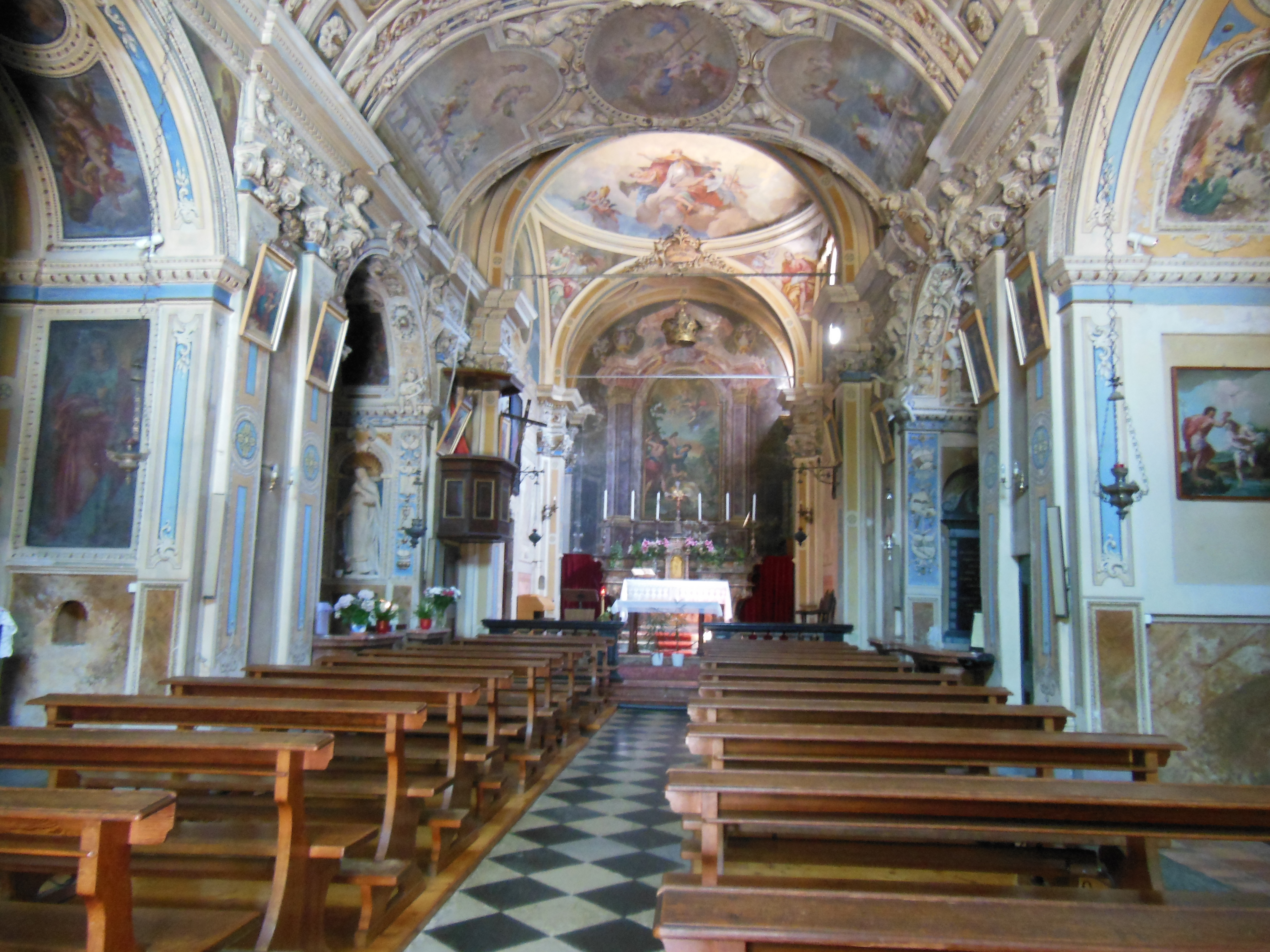
Kirche San Vigilio, Innenansicht

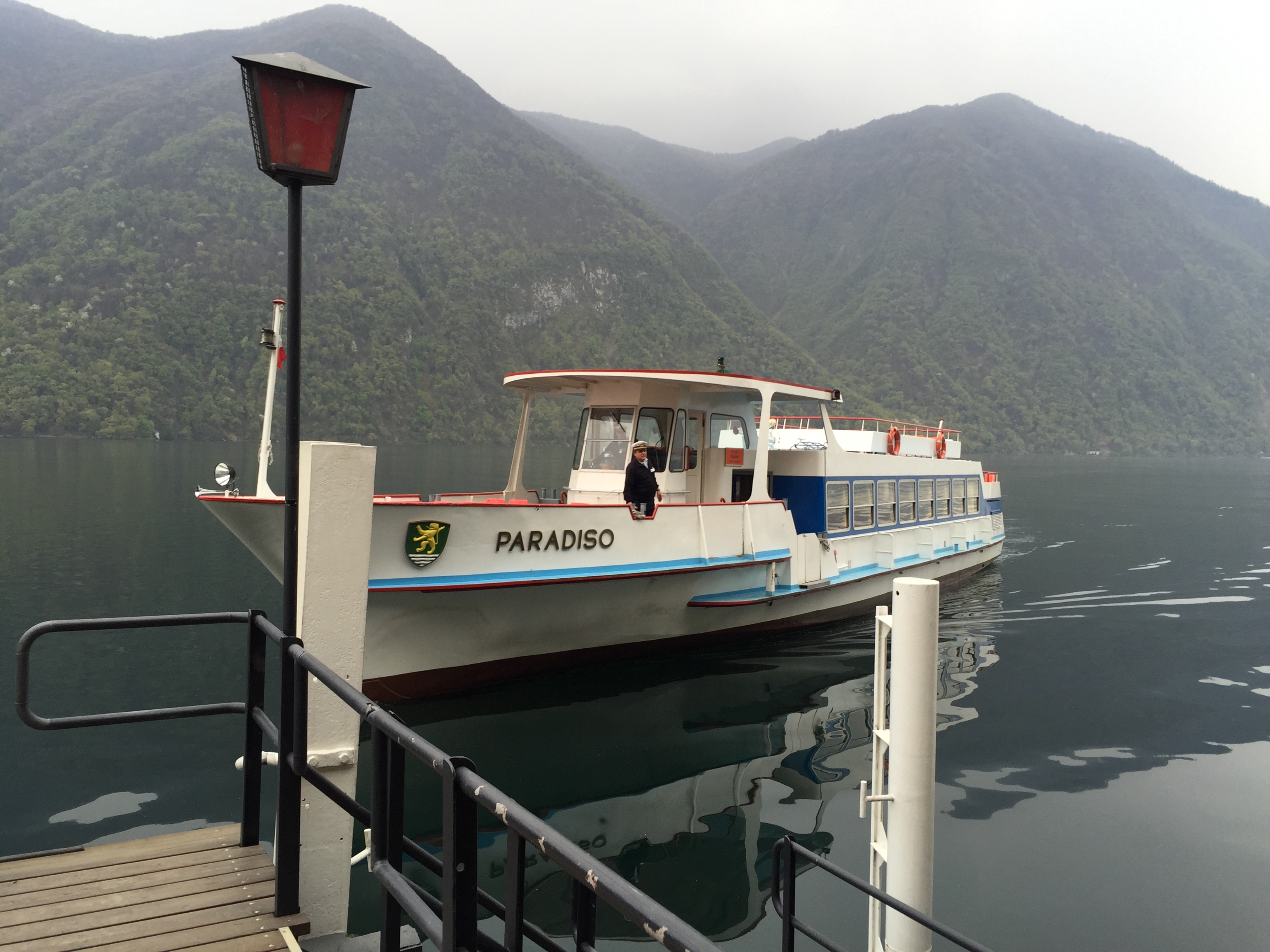
Schiff Paradiso am Landesteg von Gandria (2016)

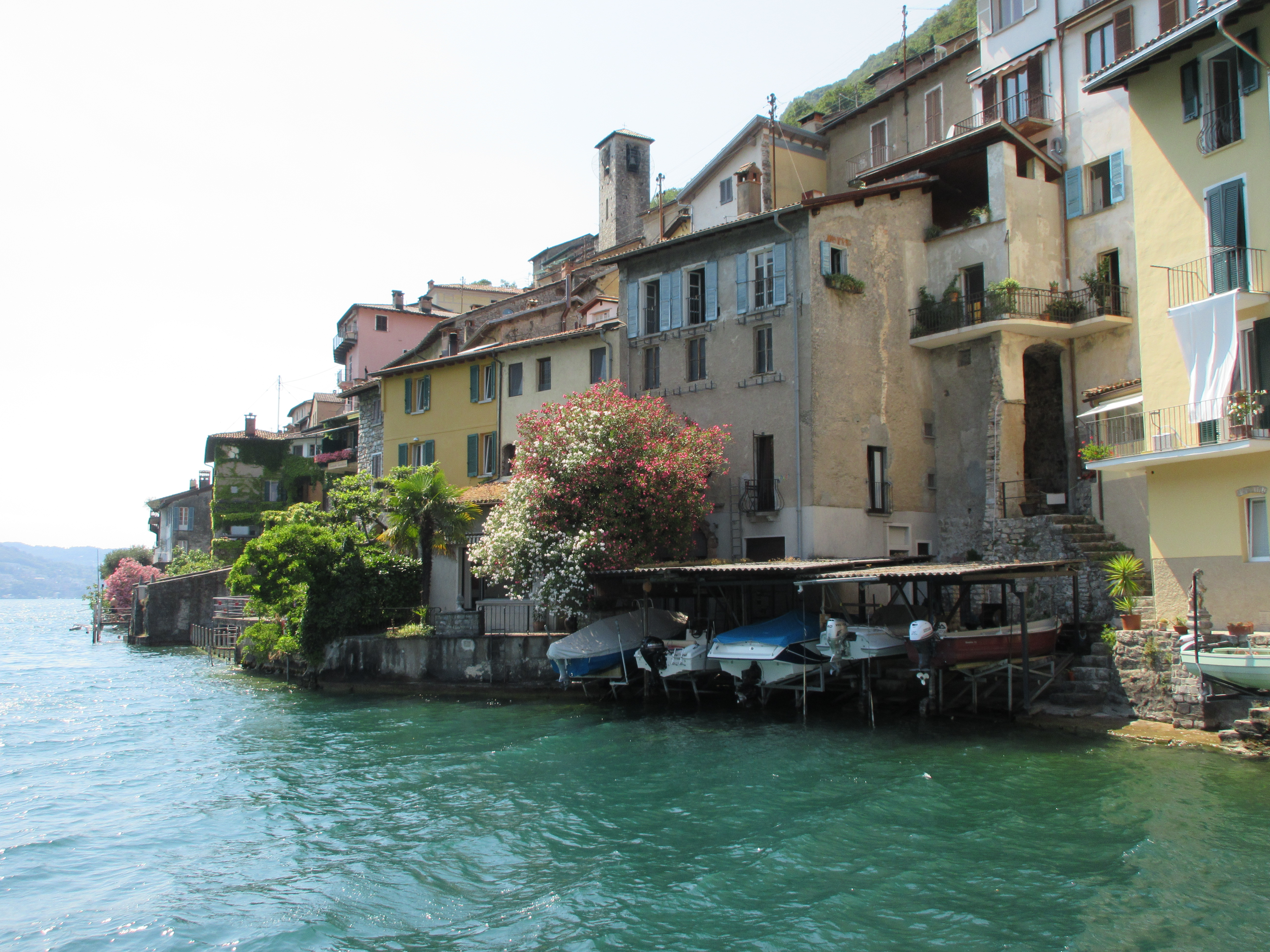
Gandria aus östlicher Richtung

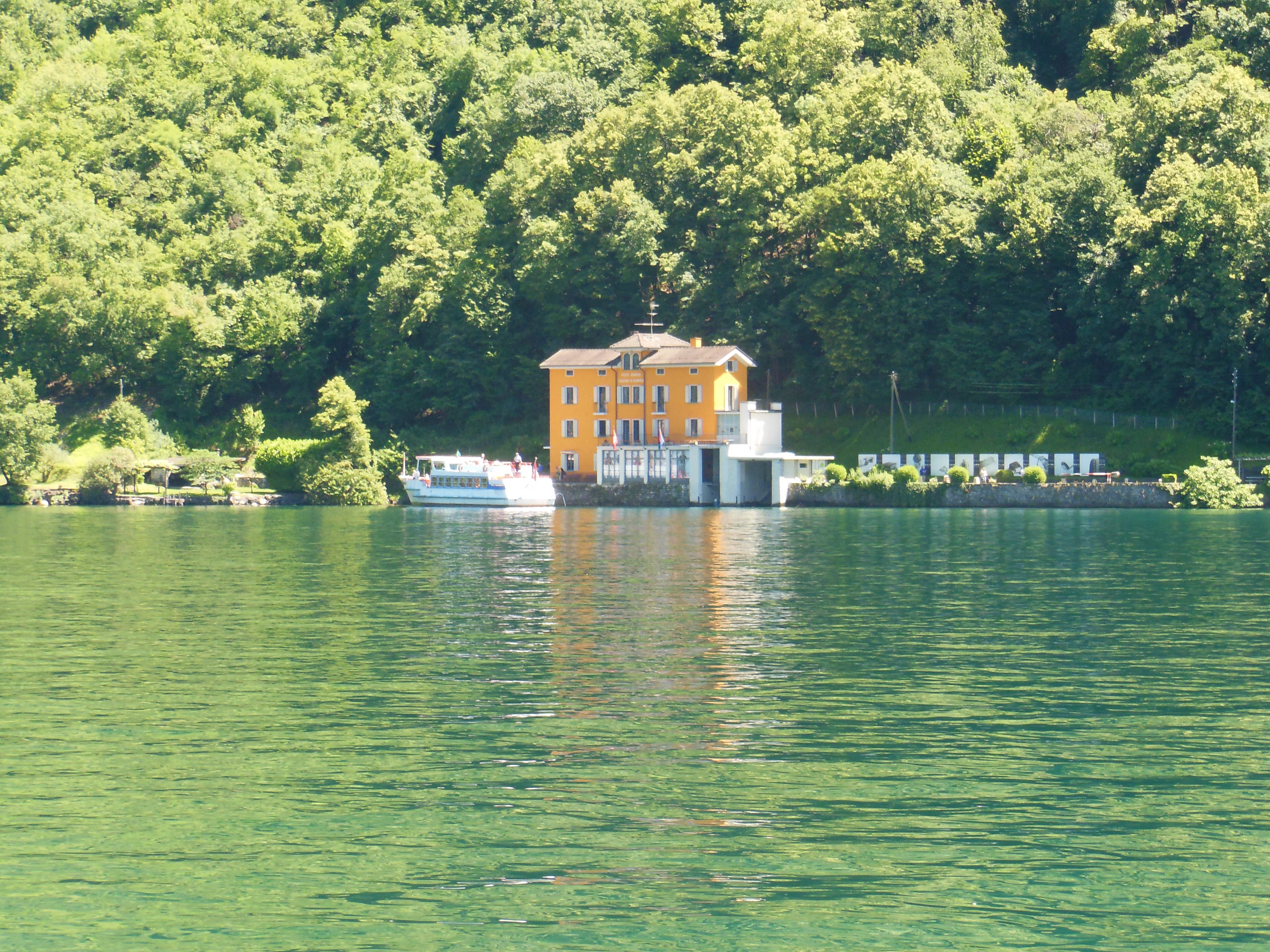
Schweizerisches Zollmuseum

Gandria  ist ein Quartier der Stadt Lugano im Schweizer Kanton Tessin. Bis zur Eingemeindung in die Stadt Lugano am 4. April 2004 bildete es eine selbstständige politische Gemeinde. Der Ort hat 296 Einwohner (Stand 31. Dezember 2024), ein paar Gaststätten, winzige Gassen, Treppen und alte Bauten.

## Geographie
Das Dorf liegt auf 295 m ü. M. am Nord-Ufer des Luganersees am steilen Hang des Monte Brè, 5 km östlich vom Bahnhof Lugano.

## Verkehr
Gandria ist Station der Dampfboote auf der Strecke Lugano-Porlezza. Das Dorf kann von Lugano aus zu Fuss auf einem dem Luganersee-Nordufer entlangführenden Pfad, dem «Sentiero di Gandria», mit Schiff oder Bus erreicht werden. Das früher von Fischern und Grenzwächtern geprägte Dorf ist seit über hundert Jahren kaum verändert.

## Geschichte
Das Dorf wurde 1237 erstmals als Gandrio erwähnt. Die politische Gemeinde bestand schon 1463 und stand lange Zeit wegen der Grenzen und Weiden auf dem rechten (nördlichen) Ufer des Luganersees in Streit mit den Gemeinden Albogasio, Ramponio Verna, Lanzo d’Intelvi und Oria, die damals den Erzbischöfen von Mailand unterstanden. Die Tagsatzung, der Erzbischof und der Gesandte von Mailand, selbst der Nuntius wurden in diesen Zwist hineingezogen, der von 1543 bis 1659 dauerte. 1624 wurden deswegen selbst die Stipendien für den Kanton Schwyz am Helvetischen Kollegium in Mailand aufgehoben.

## Bevölkerung
Einwohnerzahlen: Volkszählungsdaten

## Sehenswürdigkeiten
Das Dorfbild ist im Inventar der schützenswerten Ortsbilder der Schweiz (ISOS) als schützenswertes Ortsbild der Schweiz von nationaler Bedeutung eingestuft.
- Pfarrkirche San Vigilio.[7][8] mit Statue Madonna del Rosario des Bildhauers Antonio Pini aus Bellagio[9]
- Oratorium San Rocco[7]
- Im Ortsteil Cantine di Gandria am Südufer des Ceresio ist das Schweizerische Zollmuseum beheimatet[7]
- Wohnhaus Bordoni[7]
- Ehemaliges Wohnhaus Rabaglio[7]
- Il sentiero dell’ulivo (Olivenweg)[10]
- In einer Waldlichtung hoch über dem Luganersee liegen der Sasso della Predescia[7] und der Sasso di Gandrigna, zwei prähistorische Schalensteine[7][11]
- Pfad von Caprino nach Cantine di Gandria am Luganersee entlang[12]

## Sonstiges
Es gibt eine Marschmusik für Blasmusik, komponiert von Gian Battista Mantegazzi, die dem Dorf Gandria gewidmet ist und Gandria-Marsch (bzw. Marcia Gandria) heisst.

## Bilder

Gandria. Historisches Luftbild von Leo Wehrli (1927)
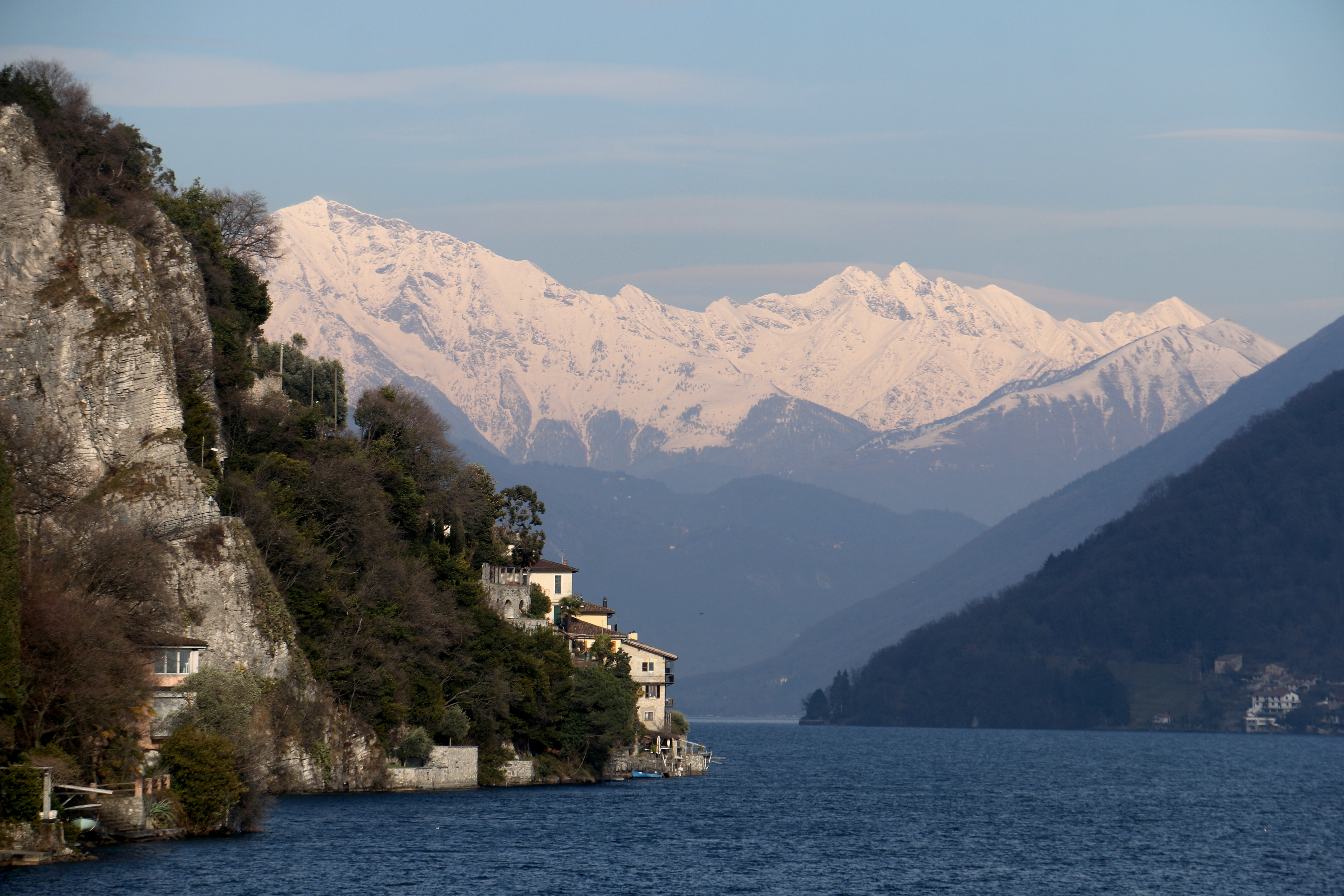
Blick vom Fussweg Richtung Gandria (2018)
Gandria Alte Strasse, von Westen, mit Gandria. Historisches Bild von L. Wehrli (1934)
Neue Gandria-Strasse. Historisches Luftbild von L. Wehrli (1937)
Gandria. Historisches Luftbild von Werner Friedli (Fotograf) (1948)
Gandria. Historisches Luftbild von W. Friedli (1948)
Gandria. Historisches Bild von L. Wehrli (1948 ?)